# Regurgitation (Blutgefäßsystem)

Doppleruntersuchung mit Regurgitation bei Mitralklappeninsuffizienz

Im Blutgefäßsystem wird mit Regurgitation ein Blutfluss bezeichnet, der im Herz oder herznahen Gefäßen in entgegengesetzter Richtung zur üblichen Fließrichtung erfolgt. Ursächlich dafür ist ein unvollständiger Verschluss einer der vier Herzklappen.

## Formen
- Aortenregurgitation: Rückfluss von Blut aus der Aorta in den linken Ventrikel bei Aortenklappeninsuffizienz
- Mitralregurgitation: Rückfluss aus dem linken Ventrikel in den linken Vorhof bei Mitralklappeninsuffizienz oder Mitralklappenprolaps
- Pulmonalregurgitation: Rückfluss von Blut aus der Arteria pulmonalis in den rechten Ventrikel bei Pulmonalklappeninsuffizienz
- Trikuspidalregurgitation: Rückfluss aus dem rechten Ventrikel in den rechten Vorhof bei Trikuspidalinsuffizienz

## Regurgitationsfraktion
Zur Quantifizierung einer Herzklappeninsuffizienz nutzt man den Quotienten aus Regurgitationsvolumen und Schlagvolumen.
Bei Aorten- und Mitralinsuffizienz bezeichnet man eine Regurgitationsfraktion von
- < 30 % als geringgradige Insuffizienz
- 30–50 % als mittelgradige Insuffizienz
- > 50 % als hochgradige Insuffizienz[2]